# 서상국 (과학자)
서상국은 북한의 과학자이다. 북한 원자폭탄의 아버지라고 불린다.

## 생애
서상국은 북한에서 `과학천재'로 평가받는 이론물리학자로 러시아 유학중 최우수 성적으로 대학을 졸업, 러시아의 귀화종용을 받았을 정도였다. 소련측은 그에게 미인계를 쓰면서까지 귀화를 종용했다고 한다. 그러자 북한 보위부는 당장 그를 본국으로 소환했다.
그가 소련에서 유학할 때 교수가 칠판에 문제를 쓰자 다른 학생들은 열심히 풀기 시작했는데 서씨는 팔짱을 끼고 칠판을 빤히 쳐다보고 있었다. 교수가 "왜 문제를 풀지 않느냐"고 물으니 "가치 없는 문제다. 틀린 문제를 내놓고 왜 풀라고 하느냐"고 반문해 교수가 깜짝 놀랐다고 한다.
소련은 서씨가 북으로 돌아온 후에도 그에게 계속 러브콜을 보냈다고 한다. 한 번은 소련의 핵 관련 장치에 에러가 생겨 소련 과학자들이 고치려고 시도하다 실패하자 결국 서씨에게 부탁했다. 그가 어렵지 않게 장치를 고치자 그에 대한 소련의 신뢰는 더 커져 서씨가 소련을 방문하도록 북한 당국에 수차례 요청했다고 한다.
1964년 과학원 물리수학연구소 연구사로 활동하기 시작, 1966년 28세의 나이로 소련에서 박사학위를 받고, 귀국해 김일성종합대 물리학부 강좌장을 맡았으며, 같은 해 북한 최고의 상인 `김일성賞'을 수상하기도 했다.
1960년대에 러시아 유학을 마치고 귀국 후 수정주의자로 몰려 10여년간 농촌에서 농사를 지었다. 물리학 기술자를 원하는 김일성에게 구 소련 핵물리학원사가 서상국과 같은 천재를 놔두고 왜 여기서 찾냐고 말한 것이 계기가 되어 그는 평양으로 송환되었다.
1998년 11월 30일, 당시 60회 생일을 맞은 서 강좌장에게 김정일 국방위원장이 환갑상을 전달했다.

## 핵개발
2006년 10월, 서상국 김일성대 물리학부 강좌장(학과장)은 북한 1차 핵실험을 주도했다.
파키스탄에 ‘핵의 아버지’인 압둘 카디르 칸(71) 박사가 있다면, 북한에는 서상국(68) 박사가 있는 것으로 알려졌다. 북한의 핵실험을 포함해 북한의 핵개발을 주도한 인물은 서상국 김일성종합대학 물리학부 강좌장(학과장)인 것으로 전해진다. 그는 김일성대 강좌장이란 공식직함을 갖고 있지만, 국방위원회의 ‘극비위원’인 것으로 전해진다. 그가 사는 아파트는 국가안전보위부 요원들이 철저히 경호를 하고 있으며 건강에 이상이 생기면 프랑스 등 서방국가에서 치료를 받을 정도로 ‘특별대우’를 받고 있다고 한다. 대학에서 강의는 거의 하지 않고 평양북도 영변 핵시설에서 대부분의 시간을 보내면서 핵실험을 포함해 북한의 핵계획과 관련된 정책을 입안·추진하고 있는 것으로 전해진다.
서상국은 러시아 지역을 홀로 여행하면서 과거 소련에서 공부하던 시절의 인맥을 활용해 핵관련 시설이나 부품을 북한으로 반입하는 역할까지 수행했다.
북한은 1950년대부터 중국의 핵물리학자 왕간창(王淦昌) 등이 연수한 러시아 두브나시의 합동원자핵연구소에 유학생을 보내 250여명의 핵 전문 인력들을 길러왔다. 1962년 평북 영변에 원자력연구소를 세워 핵물리학 연구진을 본격적으로 양성하기 시작했다. 1970년대 중반부터는 김일성종합대학과 김책공업종합대학에서 본격적으로 핵무기 개발을 위한 기술자들을 양성했다. 미국의 북한 전문 매체 38노스는 북한의 핵무기 연구·개발·실험에 직접 관여하는 인력이 약 9000~1만5000명에 달할 것으로 추산했다.
2016년 1월 6일, 북한 4차 핵실험은 북한 최초의 수소폭탄 핵실험이었다. 북한이 연초 실시한 수소탄 실험은 서상국 김일성대 핵물리학과 전 교수와 오극렬 국방위원회 부위원장, 전병호 전 노동당 군수공업 비서 등 이른바 노인 3인방 대부가 주도한 것으로 알려지고 있다.

## 로켓 개발
1991년경 소련의 해체과정에서 북한은 소련의 로켓 기술자 20명 정도를 스카웃해 왔으며 서상국이 직접 그들의 명단을 작성했다. 평양시 은덕촌의 아파트는 바로 소련기술자들을 위해 만든 것으로 완전한 독립 구역이다.

## 관련보도
2021년 1월 9일, 북한이 제8차 당대회를 열면서 마지막날 열병식을 했다. 여기서, 김정은, 김여정, 김정은의 애인 현송월, 조용원, 이렇게 네 명만이 똑같은 디자인의 가죽 롱코트를 입고 나왔다. 김정은은 이 가죽 롱코트에 김일성이 쓰던 러시아식 털모자인 샤프카를 쓰고 나왔다. 푸틴에게 감사 표시를 하는 의미로 해석할 여지가 있다. 조용원 (정치인)은 이번에 김정은, 최룡해 다음으로 권력서열 3위로 호칭되었다. 조용원은 서상국의 제자로 알려져 있다. 최룡해는 김정일과 형 동생을 하면서 어린 시절을 보냈으며, 김일성 김정일의 바로 옆집에서 살았다.
조용원은 김일성대 핵물리학과 출신으로 서상국의 제자라고만 알려져 있지, 북한의 핵개발과 구체적으로 얼마나 연관되어 있는지는 알려져 있지 않다. 그러나, 인도의 경우는, 원자폭탄의 아버지가 그 공로를 바탕으로 인도 대통령까지 된 경우가 있다. 즉, 조용원이 얼마나 핵개발에 연관되어 있는지는 몰라도, 매우 큰 공로가 있기 때문에, 권력서열 3위까지 승진한 것이 아닌가를 추측해 볼 수 있다.